# Jónhard Frederiksberg
Jónhard Frederiksberg (Skála, 27 agosto 1980) è un ex calciatore faroese, di ruolo difensore.

## Carriera

### Club
Ha giocato nella prima divisione faroese.

### Nazionale
Tra il 2003 ed il 2013 ha giocato complessivamente 14 partite con la nazionale faroese.